# ارتفاع (طيران)

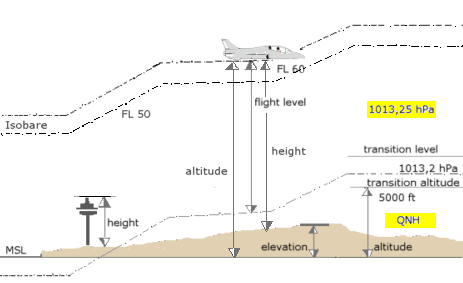
الارتفاعات العمودية

الارتفاع بالطيران يكون المسافة ما بين نقطة أو طائرة إلى مستوى سطح البحر وتقاس بالقدم بالملاحة الجوية مصطلح ارتفاع له عدة معاني، تتأرجح من إضافة كلمة معدلة مثل (الارتفاع الحقيقي) أو ضمنية من خلال محتوى الحديث. وهو مبدأ أساسي لسلامة الطيران بحيث يكون كلا الطرفين قادرين على تبادل المعلومات حول هذا الموضوع بشكل واضح والصطلحات هي كالتالي:
- الارتفاع الحقيقي: هو الارتفاع[ ؟ ] عن مستوى سطح البحر. وباستخدام الملاحة ببريطانيا, الارتفاع العمودي لمستوى أو لنقطة أو لجسم تقاس من مستوى سطح البحر.[2]
- الارتفاع[ ؟ ]: هو علو الشيء فوق سطح الأرض[ ؟ ], ويستخدم لقياس ارتفاع التضاريس, وبالملاحة البريطانية، المسافة العمودية لمستوى أو نقطة أو جسم ما تقاس من معطيات محددة، وتسمى الارتفاع بحيث المعطيات المحددة هي ارتفاع المجال الجوي.[2]
- الارتفاع المطلق: هو ارتفاع الطائرة فوق التضاريس التي تطير فوقها.
- الارتفاع المعين: هي القراءة على عداد الارتفاع.
- ارتفاع ضغطي: هو العلو فوق معطيات الطائرة الثابتة (وهي 1013,2 مللي بار أو 29,92انش زئبقي وبدرجة حرارة ْ15). يقسم الارتفاع الضغطي إلى كل 100 قدم ويشار إليه كمستوى طيران، ويستخدم لقياس مافوق الارتفاع الانتقالي transition altitude وهي 18ألف قدم بالولايات المتحدة ولكن بالدول الأخرى يصل إلى 3آلاف قدم. لذلك فعندما يقرأ مؤشر الارتفاع 18000 قدم على قياس الضغط المعياري (29,92 \ 1013.2) فإنه يقال مستوى الطيران 180.
- الارتفاع الكثافي: هو ارتفاع مصحح خارج عن حالات الجو القياسي الدولي ISA حيث يكون كثافة الهواء لا تعادل القياس الدولي. أداء الطائرة يعتمد على الارتفاع الكثافي، بحيث يتأثر بالضغط البارومتري والرطوبة والحرارة. فمثلا في اليوم الشديد الحرارة، فإن الارتفاع الكثافي بالمطار سيكون عاليا بحيث يضعف إقلاع الطائرة، خصوصا المروحية وطائرات الشحن الثقيلة.

## مناطق الارتفاع
على الرغم من أن مصطلح الارتفاع Altitude هو شائع الاستعمال لتفسير أي علو يبدأ من فوق سطح البحر، إلا أن مصطلح Elevation مرغوب أكثر للاستعمال بعلم الجغرافيا.
يعرف طب الجبال ثلاث مناطق للارتفاع:
- ارتفاع عالي = 1500 متر -3500متر (5000 - 11,500 قدم)
- ارتفاع عالي جدا = 3500 - 5500 متر (11,500 - 18,000 قدم)
- الارتفاع الأقصى = 5500 متر فما فوق

الرحلات لتلك الارتفاعات الشاهقة قد يسبب مشاكل صحية، تبدأ من الأعراض الخفيفة نسبيا لمرض الجبال الخطير وحتى احتمال الموت بالاستسقاء الرئوي وبالورم الدماغي نتيجة لتجمع السوائل بالدماغ.
غلاف الأرض الجوي مقسم إلى عدة طبقات:
- المتكور الدوار (تروبوسفير): ترتفع حتى 8كم بالقطبين و18 كم بخط الاستواء
- طبقة ستراتوسفير: تمتد حتى 50 كم
- طبقة المتكور الأوسط (ميزوسفير): تمتد حتى 85 كم
- طبقة المتكور الحراري (ثيرموسفير): تمتد حتى 675 كم ويوجد بها طبقة المتكور المتأين (أيونوسفير)
- طبقة اكسوسفير: حتى 10000كم.